# 2011년 전국체육대회
제92회 전국체육대회는 2011년 10월 6일부터 10월 12일까지 경기도에서 개최되었다.
전국체전 성화가 처음 내륙 경인 뱃길을 통해 봉송되었으며, 대회 정보제공을 위한 홈페이지 및 블로그가 개설되어 운영되었고, 재외 인도네시아 체육단체 선수단이 참가하였다. 특히 전국체육대회 사상 최초로 주경기장이 아닌 일산호수공원 한울광장에서 개/폐회식이 열렸다.

## 개요
- 대회명칭: 제92회 전국체육대회
- 개최기간: 2011년 10월 6일 ~ 2011년 10월 12일
- 개최지: 경기도 (주개최지 : 고양시)
- 구호: 꿈을 안고 경기로! 손을 잡고 세계로!
- 참가인원 : 18,840명
- 종별: 일반부, 대학부, 고등부
- 마스코트 : 꿈이와 손이

## 종목

### 정식종목
| - 검도 - 골프 - 궁도 - 근대5종 - 농구 - 당구 - 럭비 - 레슬링 - 롤러 - 배구 - 배드민턴 - 보디빌딩 | - 복싱 - 볼링 - 사격 - 사이클 - 세팍타크로 - 소프트볼 - 수영 (경영, 다이빙, 수구) - 스쿼시 - 승마 - 씨름 - 야구 - 양궁 | - 역도 - 요트 - 우슈 - 유도 - 육상 - 정구 - 조정 - 체조 - 축구 - 카누 - 탁구 - 태권도 | - 테니스 - 트라이애슬론 - 펜싱 - 핀수영 - 하키 - 핸드볼 |

### 시범종목
- 댄스스포츠
- 산악
- 택견

## 종합순위
개최지
| 순위 | 지역           | 점수   | 금  | 은  | 동   | 합계 |
| 1    | 경기도         | 85,082 | 160 | 155 | 165  | 480  |
| 2    | 서울특별시     | 52,944 | 99  | 96  | 119  | 314  |
| 3    | 경상남도       | 44,182 | 59  | 64  | 107  | 230  |
| 4    | 경상북도       | 40,507 | 79  | 63  | 78   | 220  |
| 5    | 부산광역시     | 38,943 | 61  | 71  | 96   | 228  |
| 6    | 인천광역시     | 38,438 | 53  | 48  | 87   | 188  |
| 7    | 충청남도       | 37,419 | 48  | 71  | 81   | 220  |
| 8    | 강원도         | 37,268 | 84  | 62  | 80   | 226  |
| 9    | 전라북도       | 35,395 | 57  | 52  | 83   | 192  |
| 10   | 대구광역시     | 35,246 | 56  | 47  | 75   | 178  |
| 11   | 전라남도       | 28,065 | 34  | 42  | 58   | 134  |
| 12   | 충청북도       | 27,505 | 37  | 39  | 67   | 149  |
| 13   | 대전광역시     | 23,910 | 41  | 43  | 65   | 149  |
| 14   | 광주광역시     | 22,662 | 26  | 41  | 51   | 118  |
| 15   | 울산광역시     | 21,284 | 44  | 37  | 44   | 125  |
| 16   | 제주특별자치도 | 8,631  | 22  | 19  | 28   | 69   |
| 총계 | 총계           | 총계   | 960 | 950 | 1284 | 3194 |

### 최우수 선수상
최우수 선수상은 한국체육기자연맹 기자단의 투표로 결정된다.
- 최우수 선수상(MVP) : 사재혁 (강원도/역도)

- 남자 일반부 77㎏급에서 인상 3차시기에서 165kg을 들어올려 한국신기록을 세우며 대회 3관왕 달성

## 신기록

### 대한민국 신기록
| # | 날짜   | 종목                 | 세부 종목              | 부문   | 기록         | 선수           | 소속            | 장소                        | 종전 기록                       | 주석 및 기타 | 동영상 |
| 1 | 11. 06 | 역도                 | 남자 77kg급 인상       | 일반부 | 165kg        | 사재혁         | 강원도청        | 고양 킨텍스                 | 사재혁 : 168943219kg (2010)     |              |        |
| 2 | 11. 07 | 수영                 | 여자 자유형 400m       | 일반부 | 4분 14초 23  | 백일주         | 전라북도 체육회 | 고양 체육관 수영장          | 서연정 : 4분 14초 50 (2010)     |              |        |
| 3 | 11. 07 | 수영                 | 여자 배영 200m         | 고등부 | 2분 12초 51  | 함찬미         | 북원여고        | 고양 체육관 수영장          | 함찬미 : 2분 12초 79 (2010)     |              |        |
| 4 | 11. 07 | 역도                 | 94kg급 합계            | 일반부 | 393kg        | 김민재         | 경북개발공사    | 고양 킨텍스                 | 김민재 : 391kg (2010)           |              |        |
| 5 | 11. 08 | 수영                 | 남자 접영 200m         | 일반부 | 1분57초82    | 장규철         | 강원도청        | 고양 체육관 수영장          | 유정남 : 1분 57초 91 (2009)     |              |        |
| 6 | 11. 08 | 인라인 롤러 스케이팅 | 남자 타임트라이얼 300m | 일반부 | 24초 382     | 강경태         | 대구시 체육회   | 안양 인라인롤러경기장       | 장수철 : 24초 422 (2011)        | 예선         |        |
| 7 | 11. 08 | 인라인 롤러 스케이팅 | 남자 타임트라이얼 300m | 일반부 | 24초 368     | 강경태         | 대구시 체육회   | 안양 인라인롤러경기장       | 장수철 : 24초 422 (2011)        | 결선         |        |
|   | 11. 09 | 인라인 롤러 스케이팅 | 남자 스피드3000m계주   | 고등부 | 3분 59초 732 | 대구 경신고    |                 | 안양 인라인롤러경기장       | 경기 선발 : 4분 01초 216 (2009) |              |        |
|   | 11. 09 | 인라인 롤러 스케이팅 | 남자 스피드3000m계주   | 고등부 | 3분 59초 791 | 충북 서원고    |                 | 안양 인라인롤러경기장       | 경기 선발 : 4분 01초 216 (2009) |              |        |
|   | 11. 09 | 인라인 롤러 스케이팅 | 남자 스피드3000m계주   | 고등부 | 3분 59초 703 | 전주생명과학고 |                 | 안양 인라인롤러경기장       | 경기 선발 : 4분 01초 216 (2009) |              |        |
|   | 11. 09 | 인라인 롤러 스케이팅 | 남자 스피드3000m계주   | 일반부 | 3분 58초 847 | 부산선발       |                 | 안양 인라인롤러경기장       | 경기 선발 : 4분 01초 216 (2009) |              |        |
|   | 11. 09 | 인라인 롤러 스케이팅 | 남자 스피드3000m계주   | 일반부 | 3분 58초 363 | 안양시청       |                 | 안양 인라인롤러경기장       | 경기 선발 : 4분 01초 216 (2009) |              |        |
|   | 11. 09 | 인라인 롤러 스케이팅 | 남자 스피드3000m계주   | 일반부 | 3분 59초 828 | 충북대         |                 | 안양 인라인롤러경기장       | 경기 선발 : 4분 01초 216 (2009) |              |        |
|   | 11. 09 | 인라인 롤러 스케이팅 | 남자 스피드3000m계주   | 일반부 | 3분 58초 339 | 경남도청       |                 | 안양 인라인롤러경기장       | 경기 선발 : 4분 01초 216 (2009) |              |        |
|   | 11. 09 | 인라인 롤러 스케이팅 | 여자 스피드 3000m계주  | 고등부 | 3분 58초 339 | 경기 선발      |                 | 안양 인라인롤러경기장       | 경기 선발 : 4분 16초 896 (2010) |              |        |
|   | 11. 09 | 인라인 롤러 스케이팅 | 여자 스피드 3000m계주  | 일반부 | 4분 16초 728 | 충북 선발      |                 | 안양 인라인롤러경기장       | 경기 선발 : 4분 16초 896 (2010) |              |        |
|   | 11. 09 | 핀수영               | 남자 호흡잠영 100m계주 | 일반부 | 32초 64      | 나경수         | 경남체육회      | 부천시 오정다목적레포츠센터 | 김태균 : 32초 68 (2010)         |              |        |